# 즈엉녓레
즈엉녓레(베트남어: Dương Nhật Lễ / 楊日禮 양일례, ? ~ 1370년 12월 14일(음력 11월 26일))는 베트남 쩐 왕조의 제8대 황제(재위: 1369년 ~ 1370년)이다. 《명사(明史)》에는 이름이 진일견(베트남어: Trần Nhật Kiên / 陳日熞)이라고 하였다. 1369년, 유종(裕宗)이 죽기 전에 조서를 내려 공숙왕(恭肅王) 쩐응우옌죽(베트남어: Trần Nguyên Dục / 陳元昱 진원욱)의 양자 즈엉녓레로 하여금 즉위하도록 하였다. 즈엉녓레는 사실 쩐 왕조의 혈통이 아니었다. 즈엉녓레는 즉위한 후 원래 성인 즈엉으로 되돌아가려고 하였고, 이는 쩐 왕조 종실의 분노를 유발하여 그들로 하여금 즈엉녓레에 반발해 예종(藝宗)을 옹립하게 했다. 예종은 즈엉녓레를 폐위하여 혼덕공(베트남어: Hôn Đức Công / 昏德公)으로 하였고, 이어서 그를 죽였다.

## 생애
《대월사기전서》(大越史記全書)의 기록에 의하면 즈엉녓레는 우령(優伶) 즈엉크엉(베트남어: Dương Khương / 楊姜 양강)의 아들이다. 즈엉녓레의 어머니가 임신한 후 공숙왕 쩐응우옌죽(陳元昱)이 그녀의 미색을 좋아하여 받아들이고, 즈엉녓레가 태어나자 자신의 아들로 하였다. 이에 즈엉녓레의 성은 쩐씨가 되었고, 쩐응우옌죽은 자신의 아들로 그를 궁중에서 길렀다.
1369년 5월 25일(6월 29일), 유종(裕宗)이 병으로 위독해졌는데 아들이 없었고, 유종은 죽기 직전에 즈엉녓레를 후계자로 지정하였다. 유종 사후에 여러 신하들이 쩐 왕조의 황통을 단절시키는 것이라며 극력으로 반대하였고, 외척들의 지지를 받았다. 이 황당한 거동은 후세의 사관들에게 맹렬한 비판을 받았다. 
6월 15일(7월 18일), 헌자황태후(憲慈皇太后)는 여러 신하들의 반대를 무릅쓰고 즈엉녓레를 입궁시켜 즉위하도록 하였다. 대월사기전서에 의하면 헌자황태후는 공숙왕 쩐응우옌죽을 명종(明宗)의 적장자이나 일찍 죽어 황위를 계승할 수 없었으므로, 쩐응우옌죽의 아들 즈엉녓레가 후계자로서 황위를 계승하는 것은 당연한 것이라고 여겼다. 즉위한 뒤, 즈엉녓레는 다이딘(大定)으로 개원하였고, 공숙왕 쩐응우옌죽을 황태백(베트남어: Hoàng Thái Bá / 皇太伯)으로 높였다. 
8월, 헌자황태후와 유종의 황후인 의성황후(儀聖皇后)를 태황태후와 황태후로 올렸다. 그리고 공정왕(恭定王) 쩐푸(陳暊)의 딸 쩐씨를 황후로 세웠다. 
12월, 즉위한지 약 반년도 지나지 않아 양일례는 헌자황태후를 독살하도록 명령을 내렸다. 이후, 즈엉녓레는 선황제 유종과 똑같이 정사를 돌보지 않고 매일 향락을 즐기는 암군이 되었다. 
1370년 1월, 그는 심지어 원래의 성인 즈엉씨로 되돌아가고자 하였다. 이는 종실, 백관들 모두로 하여금 실망하게 하였다.
9월, 명종의 황자 태재(太宰) 쩐응우옌짝(베트남어: Trần Nguyên Trác / 陳元晫 진원탁) 부자는 명종의 황녀 천녕공주(天寧公主)의 두 아들과 함께 정변을 일으켜, 종실을 이끌고 입성하여 궁중으로 진입해 즈엉녓레를 죽이고자 하였다. 즈엉녓레는 담장을 넘어 궁전에서 도망쳐 나왔고, 신교(新橋) 아래에 숨어서 죽음을 면했다. 다음날, 즈엉녓레는 병사를 이끌고 입궁하여 각처에서 주모자들을 잡아들였다. 쩐응우옌짝, 쩐응우옌띠엣(陳元偰) 등 18명이 살해되었다. 즈엉녓레의 장인 쩐푸는 어려움이 닥쳤음을 미리 알고 타강진(沱江鎮)으로 도망가서 환난을 면했다. 
10월, 공정왕 쩐푸는 동생인 공선왕(恭宣王) 쩐낀(陳曔), 천녕공주(天寧公主) 등과 함께 청화부(清化府)에서 병사를 일으켜 즈엉녓레를 토벌했다. 
11월 13일(12월 1일), 토벌한 공정왕(恭定王)은 즈엉녓레를 폐하여 혼덕공으로 강등시키고, 며칠 후에 황제로 즉위하니 그가 예종(藝宗)이다. 11월 21일(12월 9일), 예종의 병사가 도성 탕롱(昇龍)에 이르자 즈엉녓레는 대신 쩐응오랑(陳吾郎)의 권고를 받아들여 예종에게 항복하였으나, 11월 26일(12월 14일)에 예종은 명령을 내려 즈엉녓레와 그 아들 즈엉리에우(楊柳)를 몽둥이로 어지러이 쳐서 죽였고, 대몽산(大蒙山)에 장사지냈다.
후세의 베트남 사관들은 즈엉녓레의 제위를 인정하지 않고 쩐 왕조의 찬탈자로 본다. 《대월사기전서》도 그의 재위 기간을 본기에 넣지 않고, 〈유종본기〉(裕宗本紀) 뒤편과 〈예종본기〉(藝宗本紀)의 앞편에 부록하였다.

## 기년
| 혼덕공      | 원년            | 2년        |
| ----------- | --------------- | ---------- |
| 서력 (西曆) | 1369년          | 1370년     |
| 간지 (干支) | 기유(己酉)      | 경술(庚戌) |
| 연호 (年號) | 대정(大定) 원년 | 2년        |

| 전임 쩐 유종 | 제8대 베트남 쩐 왕조의 황제 1369년 ~ 1370년 | 후임 쩐 예종 |